# Escudo de Siero

El escudo del concejo asturiano de Siero nos muestra en campo de sinople un jarrón con cinco azucenas, estando montado por una flor de lis y flanqueado por todo el borde por una ordenación de Veros. El canónigo Tirso de Avilés y Hevia se refiere a él en su obra 'Armas y Linajes de Asturias y Antigüedades del Principado' (1580) de la siguiente manera:
'La jarra con cinco azucenas,
Y encima de lis la flor,
Con veros alrededor,
Y están de nobleza llenas,
Y tienen mucho valor;
Son de Siero antigua villa,
Estas armas y es dotada,
De noble gente poblada,
Y de caballeros silla,
Que tienen ilustrada'.
Aunque no se conoce el significado real del escudo, la jarra de azucenas es idéntica al sello de la Orden de Caballería de la Jarra o de la Terraza, la más antigua instituida por los reyes de España, cuya insignia era una jarra de azucenas sobre manto blanco. La orden y el sello fueron creados por el rey García Sánchez III de Navarra en 1044 tras encontrarse, mientras estaba cazando con cetrería, con una pequeña capilla hecha en una cueva de Nájera, en cuyo interior había una imagen de la Virgen junto a un jarrón con azucenas. García Sánchez III daría en herencia la divisa a sus hijos y años después fue concedida a varios caballeros castellanos y aragoneses, extendiéndose posteriormente el sello por Europa. Una jarra similar puede verse en el escudo de Sariego, como símbolo de la antigua pertenencia de sus tierras al concejo de Siero.
El 30 de mayo de 2009 se publica en el Boletín Oficial del Principado de Asturias el Reglamento de Protocolo y de Honores y Distinciones del Ayuntamiento de Siero, que en su capítulo II, artículo 5.1 indica:

El Escudo de Siero se describe de la siguiente manera:
En el Campo de Sinople, una jarra amarilla con cinco flores de azucenas, igualmente amarillas, cimadas de una flor de lis blanca, ambas sobre esmalte de oro y, por orla, unas órdenes de veros en punta en gris y azul, jalonado de una corona principesca